# Kaukázusontúli Szovjet Szövetségi Szocialista Köztársaság
A Kaukázusontúli Szovjet Szocialista Szövetségi Köztársaság (Kaukázusontúli SZSZSZK) a Szovjetunió egyik alapító tagállama volt, 1922-től a sztálini alkotmány bevezetéséig, 1936-ig állt fenn a szovjet föderáción belüli föderációként. Területileg teljesen megegyezik a mai örmény, azeri és grúz államokkal. Elhelyezkedésük és kultúrájuk miatt gyakran nevezték őket a kaukázusi államoknak. Létrehozását főként a bolsevikok hatalmának megszilárdítása és a gazdaság helyreállítása indokolta, ezeknek a feltételeknek a teljesülésekor a szövetségi köztársaság felbomlott. 1922. december 30-án az Orosz SZSZSZK-val, az Ukrán SZSZK-val és a Belorusz SZSZK-val együtt megalapították a Szovjetuniót.

## Elnevezése
- örmény nyelven: Անդրկովկասի Խորհրդային Սոցիալիստական Դաշնային (Ֆեդերատիվ) Հանրապետություն

Andrkovkasi Khorhrdayin Soc‘ialistakan Dashnayin (Federativ) Hanrapetut‘yun
- azeri nyelven: Загафгазија Сосиалист Федератив Совет Республикасы

Zaqafqaziya Sosialist Federativ Sovet Respublikası
- grúz nyelven: ამიერკავკასიის საბჭოთა ფედერაციული სოციალისტური რესპუბლიკა

Amierk'avk'asiis Sabch'ota Pederatsiuli Sotsialist'uri Resp'ublik'a
- orosz nyelven: Закавказская Социалистическая Федеративная Советская Республика (ЗСФСР)

Zakavkazskaya Sotsalisticheskaya Federativnaya Sovetskaya Respublika (ZSFSR)

## Története
A kaukázusi egyesült államok létrejötte az Orosz Birodalom felbomlása és az októberi forradalom eseményeire vezethető vissza, amikor a kaukázusi államok függetlenedtek, majd létrehozták a Transzkaukázusi Demokratikus Szövetségi Köztársaságot. Az eltérő nemzetiségi érdekek és az Oszmán Birodalom támadása után 1918 tavaszán felbomlott.
A három utódállam, az Első Örmény Köztársaság, az Azerbajdzsáni Demokratikus Köztársaság és a Grúz Demokratikus Köztársaság alig három évig tudtak ellenállni a Vörös Hadsereg támadásának, 1921 januárjára a teljes terület szovjet uralom alá került. Vlagyimir Iljics Lenin javaslatára a három szovjet köztársaság 1922.március 12-én egyesült, ezzel létrehozva a Kaukázusi Szovjet Szocialista Államok Föderatív Unióját. Ugyanebben az évben, december 13-án a kaukázusi kongresszus hivatalosan is megváltoztatta a nevét Kaukázusontúli Szovjet Szocialista Szövetségi köztársaságra. Emellett kiadták a kommunista alkotmányt, létrehozták a Népbiztosi Tanácsot, amelynek első elnöke a grúz származású Mamia Orakhelashvili lett. Az ország fővárosának Tbiliszit jelölték ki.
A köztársaság egyike volt a Szovjetuniót alapító négy tagállamnak 1922-ben. 1936-ban az állam felbomlott alapköveire. Helyén az Örmény, Grúz és Azerbajdzsáni Szovjet Szocialista Köztársaság jött létre.

## A köztársaság autonóm államai

A kaukázusi régió a szovjet időkben (1936–1991)

1921. márciusában Grúzia szovjet megszállásakor az autonóm Abházia szovjet szocialista köztársaságként függetlenedett. A szovjetekkel való együttműködés ellenére a köztársaság és Grúzia között feszült volt a viszony, Oroszország pedig csak autonóm államként ismerte el. 1921. december 16-án Abházia és Grúzia szövetséget kötött, amivel Abházia szerződéses köztársasággá vált (oroszul: договорная республика) és politikai, katonai és gazdasági uniót kötöttek. Ugyanekkor Abházia Grúzia révén csatlakozott a Kaukázusontúli SZSZSZK-hoz és a többi tagállammal egyenlő szintre emelték.1931. február 19-én Abházia köztársasági státuszát autonóm államra fokozták a Grúz SZSZK-n belül.
Az Adzsar Autonóm Szovjet Szocialista Köztársaság 1921. július 26-án jött létre Grúzián belül, a karsi béke következtében. A szerződés véget vetett az első világháború utáni kaukázusi háborúknak és felosztották a batumi és kutaiszi régiókat Törökország és a szovjet országok között. A Fekete-tenger délkeleti partvidékén nagyszámú muszlim kisebbség élt, akik a szerződés következtében Grúzia fennhatósága alá kerültek, de egy bizonyos fokú autonómiát is nyertek.
1920 júliusában alakult meg a Nahicseváni Autonóm Szovjet Szocialista Köztársaság, az örmény-perzsa-török hármas határ mellett egy olyan területen, amit Azerbajdzsán és Örményország is magának követelt. Miután a Vörös Hadsereg megszállta a területet, az autonóm államot az azeri kormány alá rendelték, amit Örményország hevesen ellenzett. A karsi és moszkvai béke véglegesen kimondta az azeri fennhatóságot.

## Az állam vezetői
| Név                  | Hivatali idő           | Párt                           |
| -------------------- | ---------------------- | ------------------------------ |
| Nariman Narimanov    | 1922. március-december | Azerbajdzsán Kommunista Pártja |
| Polikarp Mdivani     | 1922. március-december | Grúzia Kommunista Pártja       |
| Aleksandr Myasnikyan | 1922. március-december | Örményország Kommunista Pártja |

| Név                | Hivatali idő | Párt                           |
| ------------------ | ------------ | ------------------------------ |
| Nariman Narimanov  | 1922-1925    | Azerbajdzsán Kommunista Pártja |
| Gazanfar Musabekov | 1925-1936    | Azerbajdzsán Kommunista Pártja |

| Név                            | Hivatali idő | Tagállam     |
| ------------------------------ | ------------ | ------------ |
| Mikhail Tskhakaya (először)    | 1922–1927    | Grúzia       |
| Samad aga Aliyev               | 1922–1929    | Azerbajdzsán |
| Sarkis Hambartsumyan           | 1922–1925    | Örményország |
| Sarkis Kasyan                  | 1927–1931    | Örményország |
| Filipp Makharadze (először)    | 1927–1928    | Grúzia       |
| Mikhail Tskhakaya (másodszor)  | 1928–1931    | Grúzia       |
| Gazanfar Musabekov             | 1929–1931    | Azerbajdzsán |
| Filipp Makharadze (másodszor)  | 1931–1935    | Grúzia       |
| Armenak Ananyan                | 1931–1935    | Örményország |
| Sultan Majid Afandiyev         | 1931–1936    | Azerbajdzsán |
| Sergo Martikyan                | 1935–1936    | Örményország |
| Avel Enukidze                  | 1935         | Grúzia       |
| Filipp Makharadze (harmadszor) | 1935–1936    | Grúzia       |

## Postatörténet

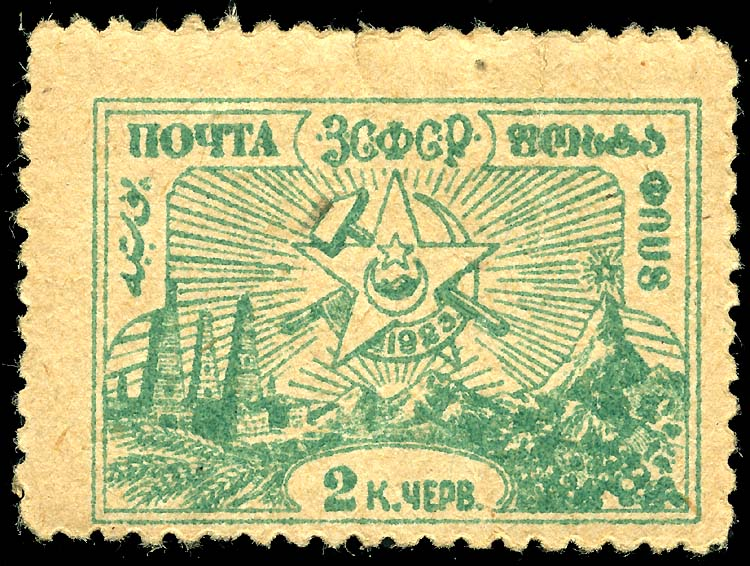
2 kopejkás bélyeg 1923-ból

1923 előtt Grúzia, Örményország és Azerbajdzsán saját bélyegeket hoztak forgalomba. A föderáció 1923. szeptember 15-én kezdte kiadni saját bélyegeit, és október 1-én bevonták az elődállamok valutáit is. Az első kiadások többsége örmény és orosz eredetű volt, vörös csillaggal és az állam nevének kezdőbetűivel felülbélyegezve. Az infláció elszabadulása és megállítása magával vonta az önálló bélyegek kiadását. Először két képpel (olajmezők, és hegyvidék szovjet szimbólumokkal), a címletek 40 000 és 500 000 rubel között változtak. Később kiadtak egy 700 000 rubeles címletet, ami csak rövid ideig volt forgalomban. Október 24-én a bélyegeket újra kiadták, de most 1 és 18 arany kopejkás címlet között. 1924-től a föderáció a Szovjetunió bélyegeit fogadta el hivatalosnak.
A föderáció bélyegei manapság nem számítanak különösebb ritkaságnak, áruk egy-két dollár között mozog, a felülbélyegzett örmény bélyegek ára viszont elérheti a 200 dollárt is. A használt bélyegek ritkábbak, de a papír rossz minősége miatt a bélyegzések gyakran felismerhetetlenek.

## Fordítás
Ez a szócikk részben vagy egészben  a   Transcaucasian Socialist Federative Soviet Republic című angol Wikipédia-szócikk ezen változatának fordításán alapul.  Az eredeti cikk szerkesztőit annak laptörténete sorolja fel. Ez a jelzés csupán a megfogalmazás eredetét és a szerzői jogokat jelzi, nem szolgál a cikkben szereplő információk forrásmegjelöléseként.